# Jean Tiberi
Jean Tiberi (30. ledna 1935 v Paříži – 27. května 2025) byl francouzský pravicový politik. Od roku 1965 působil v komunální politice a od roku 1968 byl poslancem Národního shromáždění za Sdružení pro republiku (RPR), nyní Unii pro lidové hnutí (UMP). V letech 1995–2001 byl starostou Paříže. V letech 1983–1995 a opět od roku 2001 do 2014 byl starostou 5. městského obvodu.

## Politická kariéra
Jean Tiberi je od roku 1965 členem městské rady 5. obvodu v Paříži. Rovněž byl dlouholetým poslancem za 2. volební obvod v Paříži. Poprvé byl do Národního shromáždění zvolen v roce 1968 a poté i v následujících volbách až do roku 2008.
V období od 12. ledna do 25. srpna 1976 byl státním tajemníkem ministerstva zemědělství a ministerstva pro vědu, zodpovědným za potravinářský průmysl.
Ve volbách v roce 1983 se stal členem městské rady Paříže. V letech 1983–1995 byl náměstkem pařížského starosty a současně starostou 5. městského obvodu. Jean Tiberi byl dlouhou dobu stoupenec Jacquese Chiraca, který byl rovněž zvolen do městské rady 5. obvodu. Poté, co byl Jacques Chirac zvolen francouzským prezidentem a abdikoval na dosavadní funkci pařížského starosty, byl Jean Tiberi zvolen jeho nástupcem. V této funkci setrval od 22. května 1995 do 18. března 2001. Když ve volbách zvítězil jeho protivník Bertrand Delanoë, Tiberi se stal opět starostou 5. obvodu.